# Isla Tristán
Tristán es la más larga de las Islas Tristan y Capken en el país africano de Guinea tiene una superficie de 226 km², está rodeada por el Océano Atlántico. Políticamente depende de la Región Administrativa de Boké, fronteriza con Guinea Bissau, de allí que a veces aparezca escrita con su nombre portugués: Tristão.